# Bahrajnský záliv

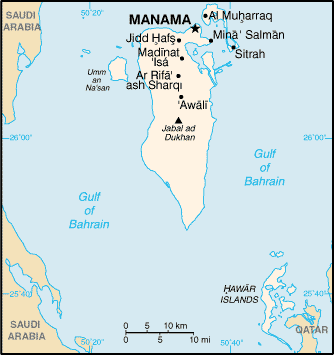
Bahrajnský záliv

Bahrajnský záliv je zátoka Perského zálivu na východním pobřeží Saúdské Arábie, oddělená od hlavní masy vody poloostrovem Kataru. Bahrajnský záliv obklopuje ostrovy Bahrajnu.
Od roku 1986 vede přes záliv 25 km dlouhý most krále Fahda. Záliv se postupně zmenšuje od roku 1963, kdy Bahrajnci zahájili zvětšování rozlohy své země pomocí navážky.
V zálivu se nachází souostroví Hawár, které patří k územím chráněných v rámci Ramsarské úmluvy. Žije zde ohrožený kormorán arabský a dugong indický.
Protáhlá úzká nejjižnější část zálivu, sevřená mezi pobřežím Saúdské Arábie a Kataru, bývá také označována samostatným názvem záliv Salwah.